# Municipio de Springfield (condado de Kalkaska)
El municipio de Springfield (en inglés: Springfield Township) es un municipio ubicado en el condado de Kalkaska en el estado estadounidense de Míchigan. En el año 2010 tenía una población de 1523 habitantes y una densidad poblacional de 16,53 personas por km².

## Geografía
El municipio de Springfield se encuentra ubicado en las coordenadas 44°33′7″N 85°17′14″O / 44.55194, -85.28722. Según la Oficina del Censo de los Estados Unidos, el municipio tiene una superficie total de 92.15 km², de la cual 90,87 km² corresponden a tierra firme y (1,39 %) 1,28 km² es agua.

## Demografía
Según el censo de 2010, había 1523 personas residiendo en el municipio de Springfield. La densidad de población era de 16,53 hab./km². De los 1523 habitantes, el municipio de Springfield estaba compuesto por el 96,72 % blancos, el 0,46 % eran afroamericanos, el 0,33 % eran amerindios, el 0,33 % eran asiáticos, el 0,53 % eran de otras razas y el 1,64 % eran de una mezcla de razas. Del total de la población el 1,77 % eran hispanos o latinos de cualquier raza.